# Udara
Udara är ett släkte av fjärilar. Udara ingår i familjen juvelvingar.

## Bildgalleri

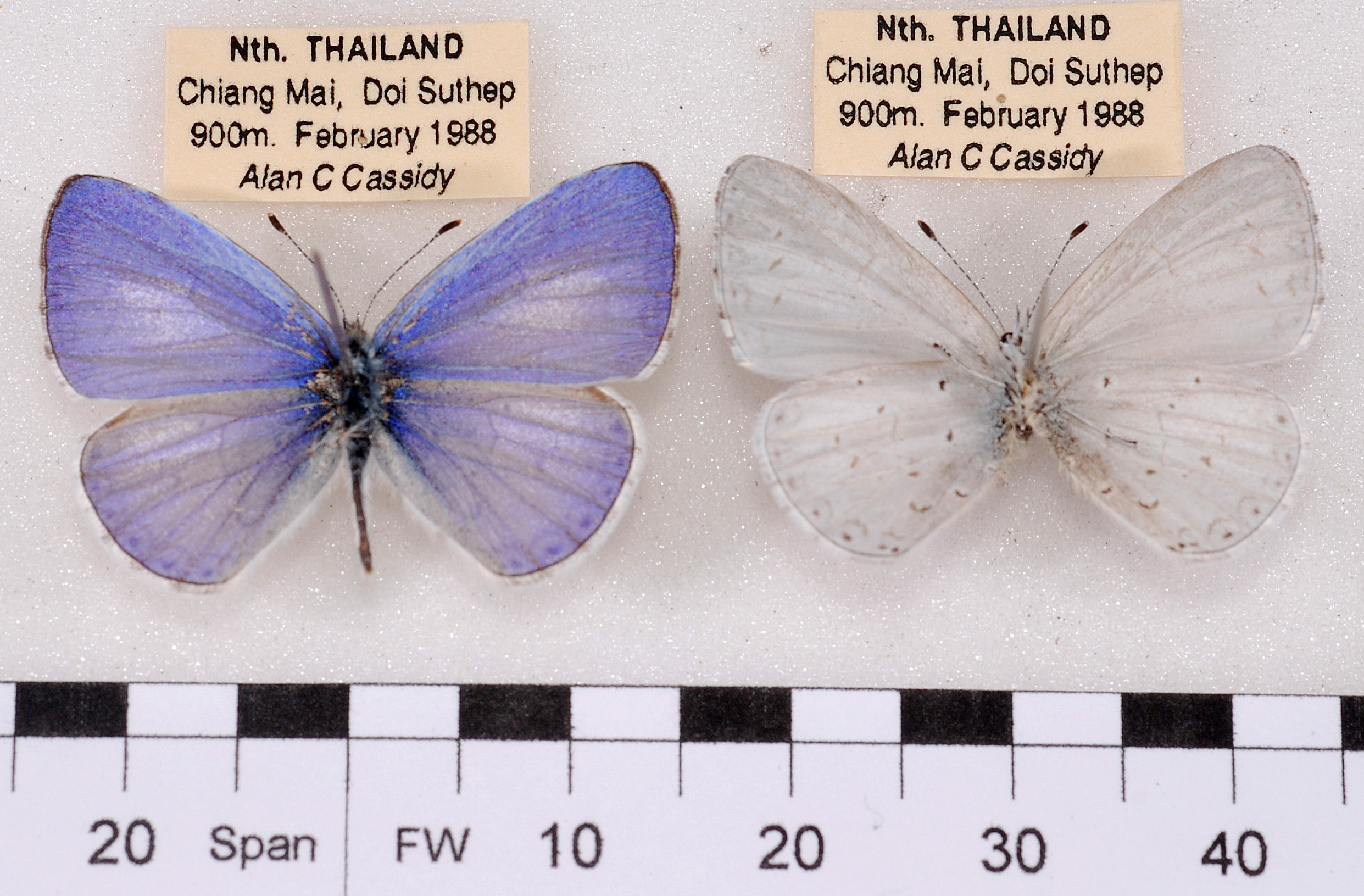
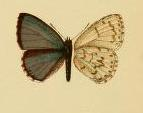
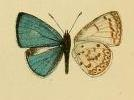
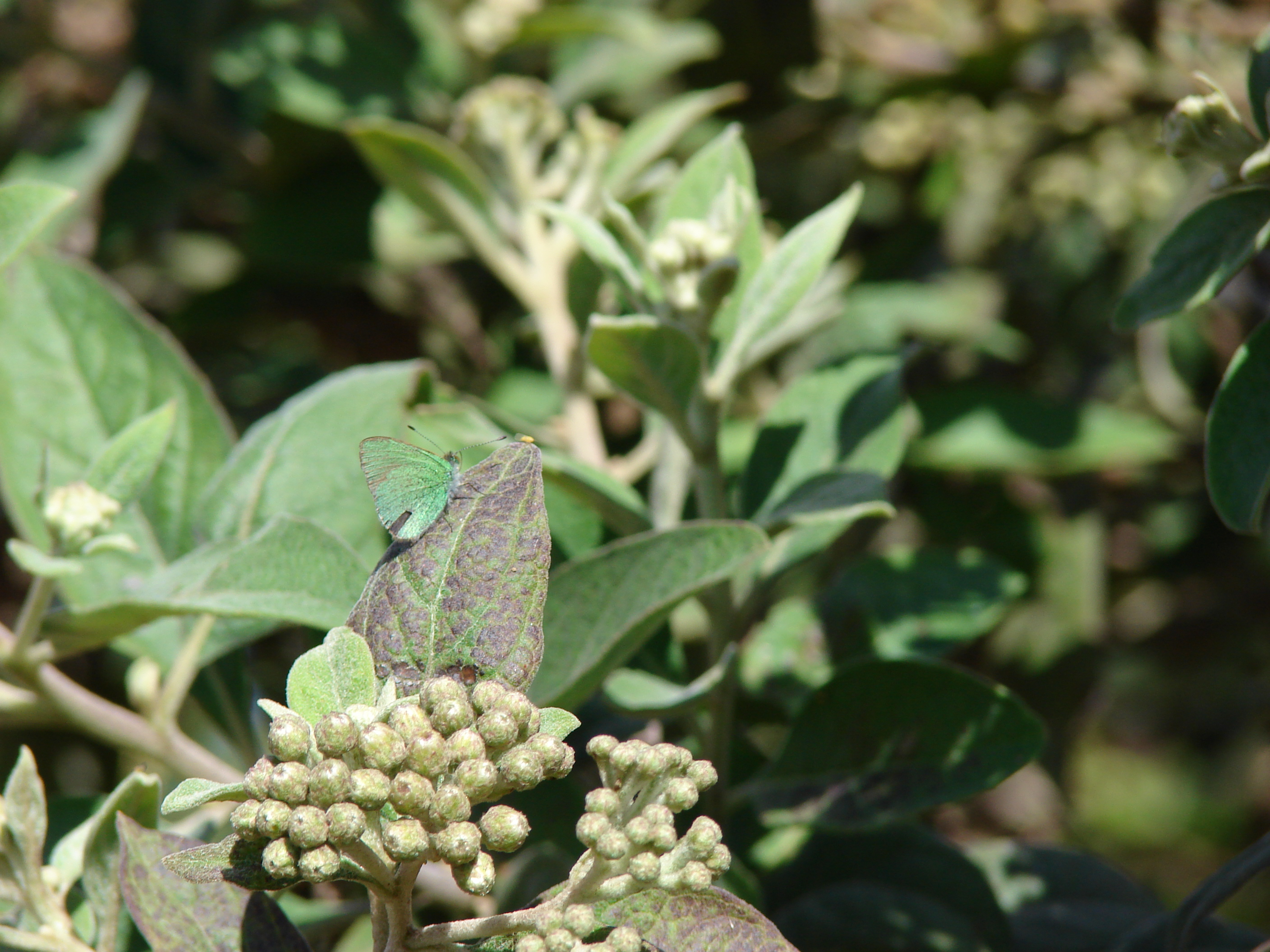
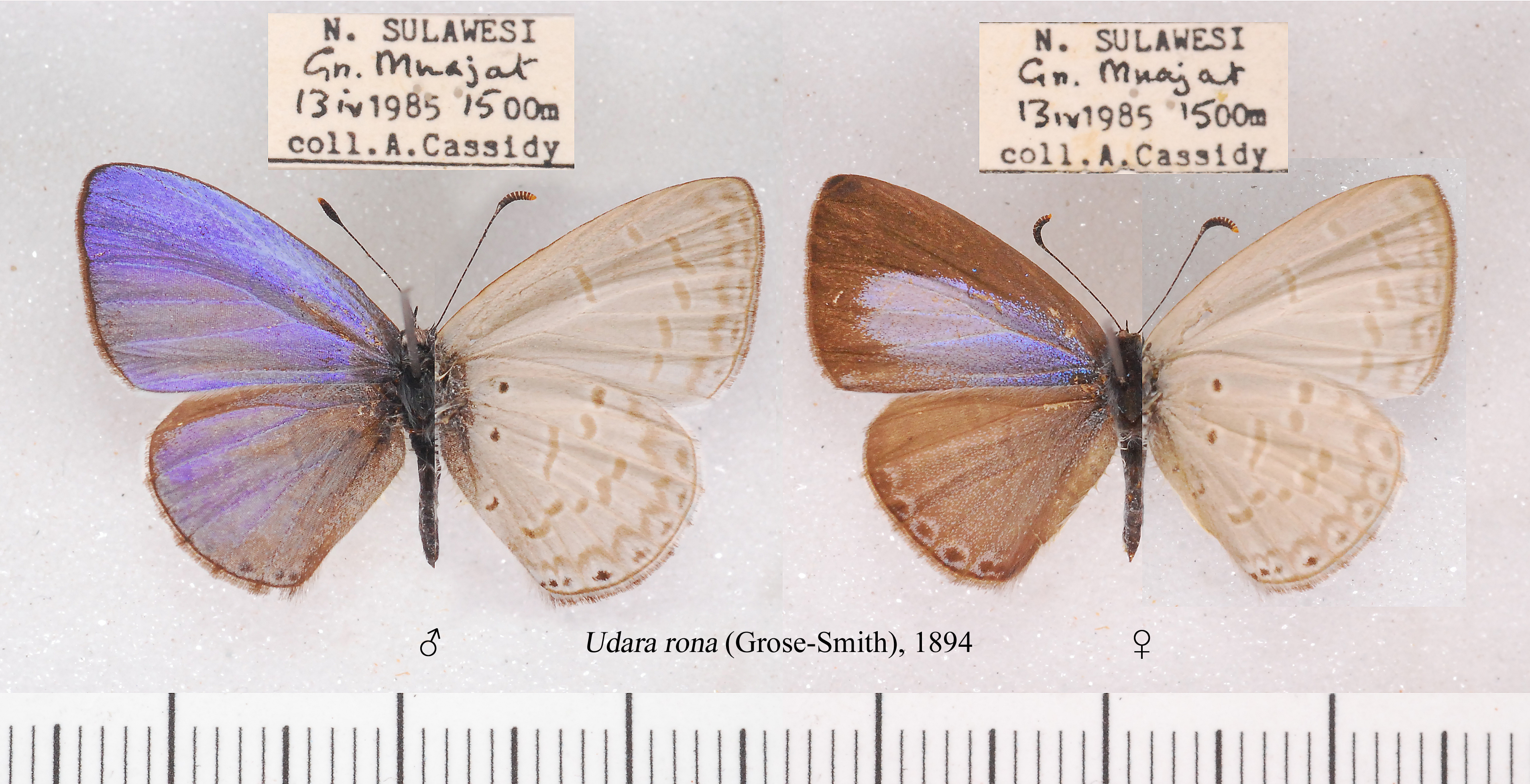
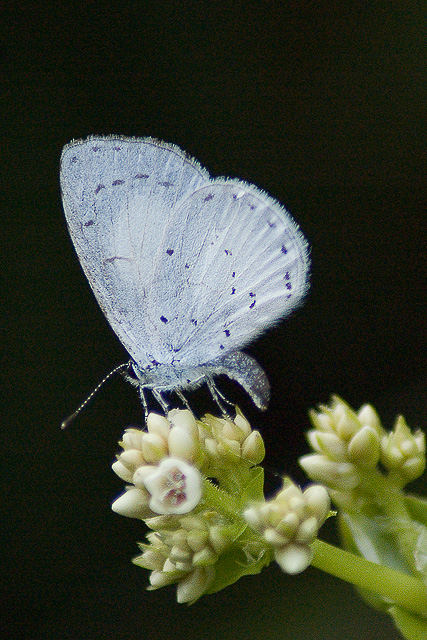

## Dottertaxa tillUdara, i alfabetisk ordning[1]
- Udara aemulus
- Udara antonia
- Udara apona
- Udara arfaki
- Udara bruggemani
- Udara dammermani
- Udara dilectina
- Udara dilectus
- Udara drucei
- Udara etsuzoi
- Udara filipina
- Udara hainana
- Udara hermonthis
- Udara himilcon
- Udara kodama
- Udara kunupiensis
- Udara laetitia
- Udara leucothelia
- Udara manokwariensis
- Udara meeki
- Udara mima
- Udara nieuwenhuisi
- Udara nishiyamai
- Udara owgarra
- Udara paracatius
- Udara paradilecta
- Udara parva
- Udara phoenix
- Udara pullus
- Udara santotomasana
- Udara serangana
- Udara sibatanii
- Udara tenella
- Udara toxopeusi
- Udara wilemani